# Frankrikes herrlandslag i volleyboll
Frankrikes herrlandslag i volleyboll (franska: Équipe de France de volley-ball) representerar Frankrike i volleyboll på herrsidan. Laget blev europamästare 2015 och tog silver i europamästerskapet 1948, 1987, 2003 och 2009.
Laget vann OS 2020 och 2024 och tog även brons vid VM 2002.

### Fotnoter
1. ↑  http://www.todor66.com/volleyball/World_Cup/Men_1965.html
2. ↑  ”VNL 2021 - Men's standings” (på engelska). Volleyball World. https://en.volleyballworld.com/volleyball/competitions/volleyball-nations-league/2021/standings/men/#round-f. Läst 23 april 2024.
3. ↑  ”CEV EuroVolley 2021  -  Men” (på engelska). Confédération Européenne de Volleyball. https://www-old.cev.eu/Competition-Area/competition.aspx?ID=1247&PID=-2. Läst 28 februari 2024.
4. ↑  ”VNL 2022 - Men's standings.” (på engelska). Volleyball World. https://en.volleyballworld.com/volleyball/competitions/volleyball-nations-league/2022/standings/men/#round-f. Läst 23 april 2024.
5. ↑  volleyballworld.com. ”FIVB Men's World Championship 2022” (på engelska). https://en.volleyballworld.com/volleyball/competitions/men-world-championship-2022/standings/#round-f. Läst 4 februari 2024.
6. ↑  ”CEV EuroVolley 2023” (på engelska). Confédération Européenne de Volleyball. https://eurovolley.cev.eu/en/2023/men/. Läst 27 februari 2024.
7. ↑  volleyballworld.com. ”VNL 2024 Men’s Standings  -  Volleyball World” (på engelska). https://en.volleyballworld.com/volleyball/competitions/volleyball-nations-league/standings/men/#round-f. Läst 27 november 2024.
8. ↑  ”Volleyball Olympic Games Paris 2024 - Men's standings.” (på engelska). Volleyball World. https://en.volleyballworld.com/volleyball/competitions/volleyball-olympic-games-paris-2024/standings/men/#round-f. Läst 12 augusti 2024.
9. ↑  ”D'un sport à l'autre” (på franska). Le Monde. 26 februari 1983. https://www.lemonde.fr/archives/article/1983/02/26/d-un-sport-a-l-autre_2842908_1819218.html. Läst 6 april 2020.
10. ↑  Senaste tillfället då någon kontrollerade att de inmatade tabelluppgifterna stämmer. Uppgifter kan ha matats in senare utan att kontrolleras av någon annan
11. ↑  Todor Krastev (13 juli 2015). ”Men Volleyball XXIX European Championship 2015 Bulgaria, Italy 09-18.10 - Winner France” (på engelska). Sport Statistics. Arkiverad från originalet den 29 juni 2015. https://web.archive.org/web/20150629021700/http://todor66.com/volleyball/Europe/Men_2015.html. Läst 18 oktober 2015.
12. ↑  Todor Krastev (13 juli 1948). ”Men Volleyball I European Championship 1948 Rome (ITA) - 24-26.09 Winner Czechoslovakia” (på engelska). Sport Statistics. Arkiverad från originalet den 26 juni 2015. https://web.archive.org/web/20150626134503/http://todor66.com/volleyball/Europe/Men_1948.html. Läst 26 juni 2015.
13. ↑  Todor Krastev (13 juli 1987). ”Men Volleyball XV European Championship 1987 Gent (BEL) - 25.09-03.10 Winner Soviet Union” (på engelska). Sport Statistics. Arkiverad från originalet den 26 juni 2015. https://web.archive.org/web/20150626142837/http://todor66.com/volleyball/Europe/Men_1987.html. Läst 26 juni 2015.
14. ↑  Todor Krastev (13 juli 2003). ”Men Volleyball XXIII European Championship 2003 Berlin (GER) - 05-14.09 Winner Italy” (på engelska). Sport Statistics. Arkiverad från originalet den 26 juni 2015. https://web.archive.org/web/20150626140232/http://todor66.com/volleyball/Europe/Men_2003.html. Läst 26 juni 2015.
15. ↑  Todor Krastev (13 juli 2009). ”Men Volleyball XXVI European Championship 2009 Izmir, Istanbul (TUR) 03-13.09 - Winner Poland” (på engelska). Sport Statistics. Arkiverad från originalet den 26 juni 2015. https://web.archive.org/web/20150626125751/http://todor66.com/volleyball/Europe/Men_2009.html. Läst 26 juni 2015.
16. ↑  Todor Krastev (13 juli 2002). ”Men Volleyball XV World Championship 2002 Argentina 28.09-13.10 - Winner Brazil” (på engelska). Sport Statistics. Arkiverad från originalet den 16 november 2015. https://web.archive.org/web/20151116062612/http://todor66.com/volleyball/World/Men_2002.html. Läst 26 juni 2015.